# Famille de La Teyssonnière
La famille de La Teyssonnière est une famille subsistante de la noblesse française d'ancienne extraction sur preuves de 1429.
Elle a fourni des officiers dont plusieurs sont morts sur le champ de bataille. Elle compte plusieurs chevaliers de Saint-Louis, parmi lesquels H. de La Teyssonnière, major de Mariembourg, qui fut décoré par Louis XIV en 1707 après la bataille de Ramillies où il avait été grièvement blessé, et qui en 1765 à l'âge de cent ans et deux mois, reçut de Louis XV une gratification de 2 000 livres en considération de quatre-vingt sept ans de service.
Cette famille compte également des chanoinesses au Chapitre noble de Neuville-les-Dames. Elle a fait ses preuves pour monter dans les carrosses du roi, à la fin du règne de Louis XV. Elle s'est divisée en plusieurs rameaux qui se sont éteints. L'un d'eux a relevé vers le milieu du XVIe siècle, le nom et les armes de La Fontaine (aucun lien familial avec Jean de La Fontaine).

## Nom de famille
Le mot « Teyssonnière » aux orthographes diverses apparaît pour la première fois près de Buellas lors de la construction d'une maison forte en 1290.

## Histoire

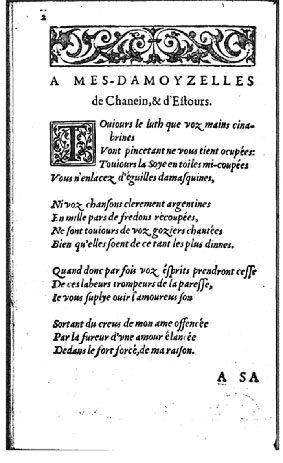
Extrait des « amoureuses occupations »

### Origine
Ce patronyme est connu depuis 1290, époque à laquelle vivait Guillaume de La Teyssonnière dit le beau qui habitait dans une maison forte en bois. Son fils, Étienne de la Teyssonnière a donné le baiser de fidelité à Philippe le Merle de Chalamont en 1363 et a fait construire la maison-forte de la Teyssonnière en briques et entourée de fossés, en la paroisse de Buellas, à l'emplacement de l'ancienne maison forte primitive en bois.
La filiation prouvée ne remonte toutefois qu'à l'année 1429.

## Personnalités

### Branche aînée
- Claude François de la Teyssonnière, cornette d'une compagnie de chevau-légers du régiment de Monseigneur le Prince, syndic de la noblesse de Bresse le 20 août 1665. Il épouse le 1er mai 1648, Anne Marie de Falaise, héritière du baron de Pérouges.
  - Charles François de la Teyssonnière épouse en 1697 Anne Clémence de Joly de Choin.
    - Joseph Marie de la Teyssonnière (1699-1744), chevalier, seigneur de la Teyssonnière, capitaine au régiment de Conty-Infanterie, chevalier de Saint-Louis. En 1737, il épouse Marie Nicole de Beaudoire.
      - Charles Claude de la Teyssonnière (1738-1782), mestre-de-camp de cavalerie après avoir servi comme major au régiment de dragons d'Autichamp[5], chevalier de Saint-Louis et de Saint-Lazare[1], entré à l'École Royale Militaire en août 1753 sur la recommandation de d'Hozier de Serigny[2]. Il épouse en secondes noces en 1776, Marie Claudine Constance de Marron de Belvey.
        - Charles Agricole Nestor de La Teyssonnière (1777-1845), polytechnicien, ingénieur hydrographe, écrivain, il a aussi été maire de Buellas pendant 27 ans et conseiller général de l'Ain[3],[1],[2]. Il fait reconstruire le château dévasté par la Révolution et créé le Parc de la Teyssonnière[3]. Il est l'auteur des Recherches historiques sur le département de l'Ain, 1838-1844[2]. Il épouse en 1808 à Lyon Cécile Constance de Valence de Minardière.
          - Charles-Marie de La Teyssonnière (1811-1852), il épouse en 1836 à Dijon, Paule de Beuverand de La Loyère
            - Marc de La Teyssonnière (1843-1917), ancien officier aux mobiles de l'Ain[6], il épouse en 1872 à Bourges, Noémie Marie Adélaïde Gassot de Fussy
              - Charles Armand de La Teyssonnière (1874-1929), il épouse Jeanne Loisson de Guinaumont.
                - Joseph Henri de La Teyssonnière (1915-2021), déporté pour faits de résistance[7],[8],[3]. Il vend le château et le parc de la Teyssonnière en 1958[9].

### Autres branches

#### Filiation prouvée
La branche « La Fontaine » est issue d'Humbert de la Teyssonnière, neveu de Claude de La Fontaine dont il hérita. Marié à Antoinette de Chabeu (sans postérité avec cette épouse), il se remaria en 1561 avec Claudine de Paschal avec qui, il eut un fils Jean de la Teyssonnière qui forme la branche des seigneurs de la Veyle et de Saint-Nizier et qui relève le nom de La Fontaine.
La branche dite « de Saint-Trivier ou de Chaneins » : Guillaume de La Teyssonnière (né vers 1530 et mort vers 1586), « soldat par profession et poète par tempérament » est un gentilhomme dombiste influencé par le poète et humaniste italien Pétrarque. Il est surtout auteur des « amoureuses occupations » et a écrit des compositions en vers et en proses. Tout comme la poétesse de l'École lyonnaise Louise Labé, il est considéré comme un poète de l'Amour. Il meurt vers 1586. Il est également un membre de cette famille de la Teyssonnière, issu quant à lui de la branche dite de Saint-Trivier ou de Chaneins en étant un fils cadet « batard ».

#### Filiation non prouvée
Henri de la Teyssonnière, fils d'Étienne de la Teyssonnière, constructeur de la maison-forte, épouse Jeannette de Laye et donne naissance à une autre branche dite de la Teyssonnière. Son fils Jean, seigneur de Laye (en Beaujolais) en 1396 a au moins deux fils dont Jean, seigneur de Chanais (ou Chaneins) et Jacques, seigneur de Beaumont en Dombes et époux de Philiberte du Saix. La descendance peut se représenter ainsi, :
- Guillaume, seigneur de la Teyssonnière, dit Le Beau, damoiseau, vivait en 1290
  - Etienne de la Teyssonnière, épouse en 1317 Jeanette
    - Henri de la Teyssonnière, épouse Jeannette de Laye
      - Jean de la Teyssonnière, seigneur de Laye (en Beaujolais) en 1396
      - Jacques de la Teyssonnière, seigneur de Beaumont en Dombes, épouse Philiberte du Saix.

## Dans l'Ain

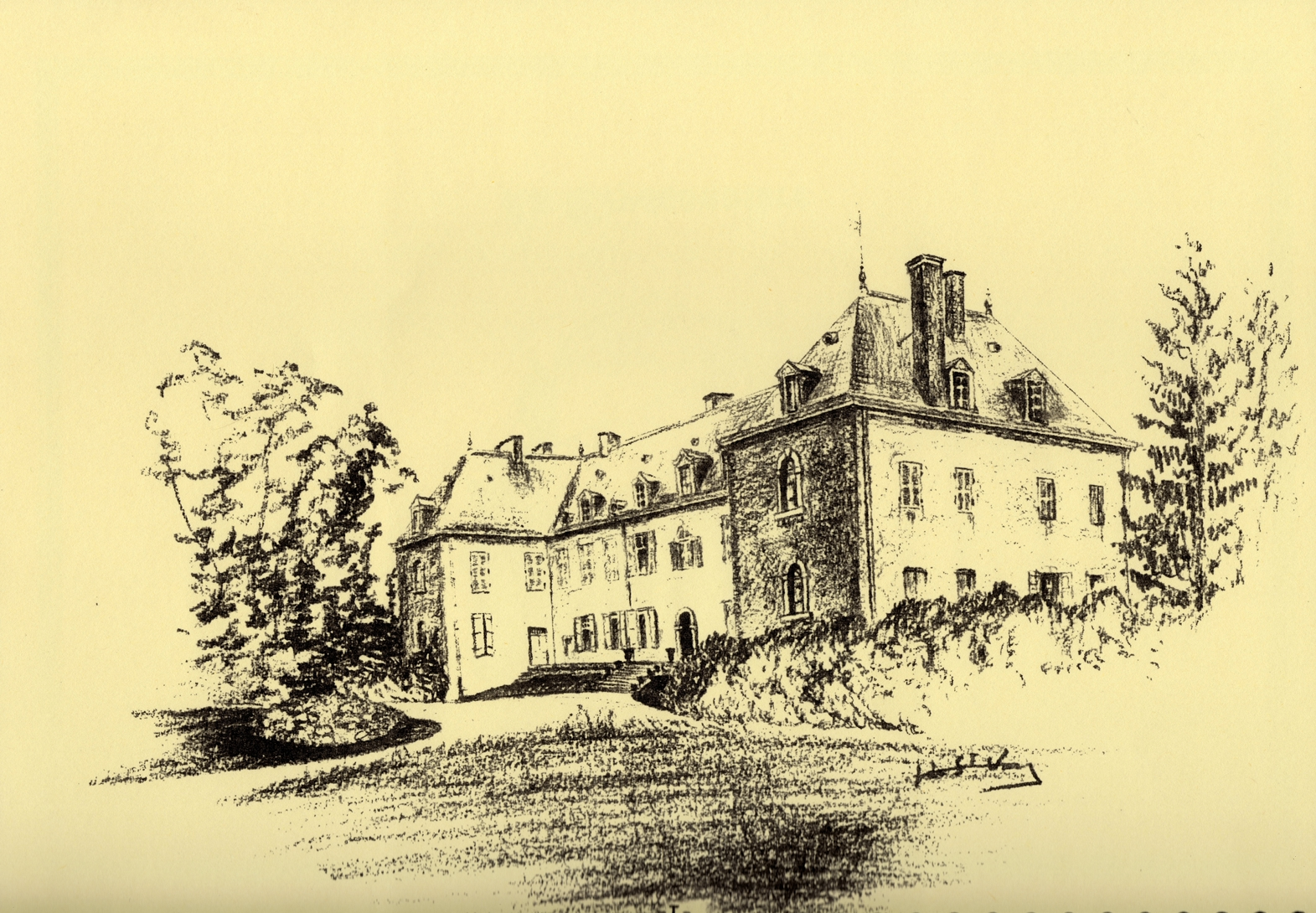
Le château de la Teyssonnière.

Le nom de la Teyssonière est celui d'une voie à Bourg-en-Bresse : la rue Comte-de-la-Teyssonière, d'un hôtel (possession tenue en nom propre ou en fief de la famille de La Teyssonnière, comme la maison forte de Villon, à Villeneuve, à partir de 1530) et d'un château près de Buellas, construit vers 1346 par Étienne de La Teyssonnière (personnage non rattaché à la filiation prouvée de la famille actuelle), château en briques plusieurs fois reconstruit selon le style des siècles, qui subsiste encore de nos jours après avoir été dévasté sous la Révolution.

## Armes, titre
- Armes : Parti émanché d'or et de gueules[17]
- Titre : comte (titre de courtoisie)

## Pour approfondir